# Emmanuel Okwi
Emmanuel Arnold Okwi (Kampala, 25 dicembre 1992) è un calciatore ugandese, attaccante del Kiyovu Sports e della nazionale ugandese.

## Carriera

### Nazionale
Nel 2019 viene convocato con la nazionale ugandese per la Coppa d'Africa.

## Statistiche

### Cronologia presenze e reti in nazionale
Aggiornato al 3 giugno 2023

| Cronologia completa delle presenze e delle reti in nazionale ― Uganda | Cronologia completa delle presenze e delle reti in nazionale ― Uganda | Cronologia completa delle presenze e delle reti in nazionale ― Uganda | Cronologia completa delle presenze e delle reti in nazionale ― Uganda | Cronologia completa delle presenze e delle reti in nazionale ― Uganda | Cronologia completa delle presenze e delle reti in nazionale ― Uganda | Cronologia completa delle presenze e delle reti in nazionale ― Uganda | Cronologia completa delle presenze e delle reti in nazionale ― Uganda |
| Data                                                                  | Città                                                                 | In casa                                                               | Risultato                                                             | Ospiti                                                                | Competizione                                                          | Reti                                                                  | Note                                                                  |
| --------------------------------------------------------------------- | --------------------------------------------------------------------- | --------------------------------------------------------------------- | --------------------------------------------------------------------- | --------------------------------------------------------------------- | --------------------------------------------------------------------- | --------------------------------------------------------------------- | --------------------------------------------------------------------- |
| 29-2-2012                                                             | Brazzaville                                                           | Rep. del Congo                                                        | 3 – 1                                                                 | Uganda                                                                | Qual. Coppa d'Africa 2013                                             | -                                                                     | 80’                                                                   |
| 3-6-2012                                                              | Cabinda                                                               | Angola                                                                | 1 – 1                                                                 | Uganda                                                                | Qual. Mondiali 2014                                                   | 1                                                                     |                                                                       |
| 9-6-2012                                                              | Kampala                                                               | Uganda                                                                | 1 – 1                                                                 | Senegal                                                               | Qual. Mondiali 2014                                                   | -                                                                     |                                                                       |
| 16-6-2012                                                             | Kampala                                                               | Uganda                                                                | 4 – 0                                                                 | Rep. del Congo                                                        | Qual. Coppa d'Africa 2013                                             | 1                                                                     | 90’                                                                   |
| 8-9-2012                                                              | Ndola                                                                 | Zambia                                                                | 1 – 0                                                                 | Uganda                                                                | Qual. Coppa d'Africa 2013                                             | -                                                                     |                                                                       |
| 13-9-2012                                                             | Kampala                                                               | Uganda                                                                | 1 – 0                                                                 | Zambia                                                                | Qual. Coppa d'Africa 2013                                             | -                                                                     | 65’                                                                   |
| 24-3-2013                                                             | Monrovia                                                              | Liberia                                                               | 2 – 0                                                                 | Uganda                                                                | Qual. Mondiali 2014                                                   | -                                                                     | 70’                                                                   |
| 8-6-2013                                                              | Kampala                                                               | Uganda                                                                | 1 – 0                                                                 | Liberia                                                               | Qual. Mondiali 2014                                                   | -                                                                     | 90’                                                                   |
| 15-6-2013                                                             | Kampala                                                               | Uganda                                                                | 2 – 1                                                                 | Angola                                                                | Qual. Mondiali 2014                                                   | 1                                                                     |                                                                       |
| 14-8-2013                                                             | El Gouna                                                              | Egitto                                                                | 3 – 0                                                                 | Uganda                                                                | Amichevole                                                            | -                                                                     | 75’                                                                   |
| 7-9-2013                                                              | Dakar                                                                 | Senegal                                                               | 1 – 0                                                                 | Uganda                                                                | Qual. Mondiali 2014                                                   | -                                                                     | 84’                                                                   |
| 18-5-2014                                                             | Antananarivo                                                          | Madagascar                                                            | 2 – 1                                                                 | Uganda                                                                | Qual. Coppa d'Africa 2015                                             | -                                                                     | 8’                                                                    |
| 30-5-2014                                                             | Kampala                                                               | Uganda                                                                | 1 – 0                                                                 | Madagascar                                                            | Qual. Coppa d'Africa 2015                                             | -                                                                     | 70’                                                                   |
| 18-7-2014                                                             | Kampala                                                               | Uganda                                                                | 2 – 0                                                                 | Mauritania                                                            | Qual. Coppa d'Africa 2015                                             | -                                                                     | 61’                                                                   |
| 11-10-2014                                                            | Kampala                                                               | Uganda                                                                | 0 – 1                                                                 | Togo                                                                  | Qual. Coppa d'Africa 2015                                             | -                                                                     | 40’                                                                   |
| 26-3-2016                                                             | Ouagadougou                                                           | Burkina Faso                                                          | 1 – 0                                                                 | Uganda                                                                | Qual. Coppa d'Africa 2017                                             | -                                                                     | 61’                                                                   |
| 29-3-2016                                                             | Kampala                                                               | Uganda                                                                | 0 – 0                                                                 | Burkina Faso                                                          | Qual. Coppa d'Africa 2017                                             | -                                                                     | 57’                                                                   |
| 4-6-2016                                                              | Francistown                                                           | Botswana                                                              | 1 – 2                                                                 | Uganda                                                                | Qual. Coppa d'Africa 2017                                             | -                                                                     | 67’                                                                   |
| 4-9-2016                                                              | Kampala                                                               | Uganda                                                                | 1 – 0                                                                 | Comore                                                                | Qual. Coppa d'Africa 2017                                             | -                                                                     | 57’                                                                   |
| 5-6-2017                                                              | Dakar                                                                 | Senegal                                                               | 0 – 0                                                                 | Uganda                                                                | Amichevole                                                            | -                                                                     | 75’                                                                   |
| 11-6-2017                                                             | Praia                                                                 | Capo Verde                                                            | 0 – 1                                                                 | Uganda                                                                | Qual. Coppa d'Africa 2019                                             | -                                                                     | 77’                                                                   |
| 31-8-2017                                                             | Kampala                                                               | Uganda                                                                | 1 – 0                                                                 | Egitto                                                                | Qual. Mondiali 2018                                                   | 1                                                                     | 88’                                                                   |
| 5-9-2017                                                              | Alessandria d'Egitto                                                  | Egitto                                                                | 1 – 0                                                                 | Uganda                                                                | Qual. Mondiali 2018                                                   | -                                                                     | 68’                                                                   |
| 7-10-2017                                                             | Kampala                                                               | Uganda                                                                | 1 – 0                                                                 | Egitto                                                                | Qual. Mondiali 2018                                                   | -                                                                     | 59’                                                                   |
| 24-3-2018                                                             | Kampala                                                               | Uganda                                                                | 3 – 1                                                                 | São Tomé e Príncipe                                                   | Amichevole                                                            | -                                                                     | 56’                                                                   |
| 27-3-2018                                                             | Kampala                                                               | Uganda                                                                | 0 – 0                                                                 | Malawi                                                                | Amichevole                                                            | -                                                                     | 62’                                                                   |
| 30-5-2018                                                             | Niamey                                                                | Rep. Centrafricana                                                    | 1 – 0                                                                 | Uganda                                                                | Amichevole                                                            | -                                                                     |                                                                       |
| 2-6-2018                                                              | Niamey                                                                | Niger                                                                 | 2 – 1                                                                 | Uganda                                                                | Amichevole                                                            | -                                                                     | 57’                                                                   |
| 8-9-2018                                                              | Kampala                                                               | Uganda                                                                | 0 – 0                                                                 | Tanzania                                                              | Qual. Coppa d'Africa 2019                                             | -                                                                     | 79’                                                                   |
| 13-10-2018                                                            | Kampala                                                               | Uganda                                                                | 3 – 0                                                                 | Lesotho                                                               | Qual. Coppa d'Africa 2019                                             | 2                                                                     |                                                                       |
| 16-10-2018                                                            | Maseru                                                                | Lesotho                                                               | 0 – 2                                                                 | Uganda                                                                | Qual. Coppa d'Africa 2019                                             | -                                                                     | 79’                                                                   |
| 20-11-2018                                                            | Asaba                                                                 | Nigeria                                                               | 0 – 0                                                                 | Uganda                                                                | Amichevole                                                            | -                                                                     |                                                                       |
| 24-3-2019                                                             | Dar es Salaam                                                         | Tanzania                                                              | 3 – 0                                                                 | Uganda                                                                | Qual. Coppa d'Africa 2019                                             | -                                                                     | 59’                                                                   |
| 22-6-2019                                                             | Il Cairo                                                              | RD del Congo                                                          | 0 – 2                                                                 | Uganda                                                                | Coppa d'Africa 2019 - Fase a gironi                                   | 1                                                                     |                                                                       |
| 26-6-2019                                                             | Il Cairo                                                              | Uganda                                                                | 1 – 1                                                                 | Zimbabwe                                                              | Coppa d'Africa 2019 - Fase a gironi                                   | 1                                                                     | 73’                                                                   |
| 30-6-2019                                                             | Il Cairo                                                              | Uganda                                                                | 0 – 2                                                                 | Egitto                                                                | Coppa d'Africa 2019 - Fase a gironi                                   | -                                                                     |                                                                       |
| 5-7-2019                                                              | Il Cairo                                                              | Uganda                                                                | 0 – 1                                                                 | Senegal                                                               | Coppa d'Africa 2019 - Ottavi di finale                                | -                                                                     | 8’                                                                    |
| 8-9-2019                                                              | Nairobi                                                               | Kenya                                                                 | 1 – 1                                                                 | Uganda                                                                | Amichevole                                                            | 1                                                                     |                                                                       |
| 13-10-2019                                                            | Bahir Dar                                                             | Etiopia                                                               | 0 – 1                                                                 | Uganda                                                                | Amichevole                                                            | 1                                                                     |                                                                       |
| 13-11-2019                                                            | Ouagadougou                                                           | Burkina Faso                                                          | 0 – 0                                                                 | Uganda                                                                | Qual. Coppa d'Africa 2021                                             | -                                                                     | 90’                                                                   |
| 17-11-2019                                                            | Kampala                                                               | Uganda                                                                | 2 – 0                                                                 | Malawi                                                                | Qual. Coppa d'Africa 2021                                             | 1                                                                     |                                                                       |
| 12-11-2020                                                            | Kitende                                                               | Uganda                                                                | 1 – 0                                                                 | Sudan del Sud                                                         | Qual. Coppa d'Africa 2021                                             | -                                                                     | 60’                                                                   |
| 16-11-2020                                                            | Nairobi                                                               | Sudan del Sud                                                         | 1 – 0                                                                 | Uganda                                                                | Qual. Coppa d'Africa 2021                                             | -                                                                     | 45’                                                                   |
| 24-3-2021                                                             | Kitende                                                               | Uganda                                                                | 0 – 0                                                                 | Burkina Faso                                                          | Qual. Coppa d'Africa 2021                                             | -                                                                     |                                                                       |
| 29-3-2021                                                             | Blantyre                                                              | Malawi                                                                | 1 – 0                                                                 | Uganda                                                                | Qual. Coppa d'Africa 2021                                             | -                                                                     |                                                                       |
| 10-6-2021                                                             | Soweto                                                                | Sudafrica                                                             | 3 – 2                                                                 | Uganda                                                                | Amichevole                                                            | -                                                                     | 66’                                                                   |
| 29-8-2021                                                             | Bahir Dar                                                             | Etiopia                                                               | 2 – 1                                                                 | Uganda                                                                | Amichevole                                                            | -                                                                     |                                                                       |
| 2-9-2021                                                              | Nairobi                                                               | Kenya                                                                 | 0 – 0                                                                 | Uganda                                                                | Qual. Mondiali 2022                                                   | -                                                                     | 45’                                                                   |
| 6-9-2021                                                              | Kampala                                                               | Uganda                                                                | 0 – 0                                                                 | Mali                                                                  | Qual. Mondiali 2022                                                   | -                                                                     | Cap. 64’ 69’                                                          |
| 25-3-2022                                                             | Kampala                                                               | Uganda                                                                | 1 – 1                                                                 | Tagikistan                                                            | Amichevole                                                            | 1                                                                     | Cap. 55’ 71’                                                          |
| 29-3-2022                                                             | Namangan                                                              | Uganda                                                                | 2 – 4                                                                 | Uzbekistan                                                            | Amichevole                                                            | 1                                                                     | Cap.                                                                  |
| 4-6-2022                                                              | Algeri                                                                | Algeria                                                               | 2 – 1                                                                 | Uganda                                                                | Qual. Coppa d'Africa 2023                                             | -                                                                     | Cap. 74’                                                              |
| 8-6-2022                                                              | Entebbe                                                               | Uganda                                                                | 1 – 1                                                                 | Niger                                                                 | Qual. Coppa d'Africa 2023                                             | -                                                                     | Cap.                                                                  |
| 24-3-2023                                                             | Ismailia                                                              | Uganda                                                                | 0 – 1                                                                 | Tanzania                                                              | Qual. Coppa d'Africa 2023                                             | -                                                                     | Cap. 71’                                                              |
| 28-3-2023                                                             | Dar es Salaam                                                         | Tanzania                                                              | 0 – 1                                                                 | Uganda                                                                | Qual. Coppa d'Africa 2023                                             | -                                                                     | Cap. 63’                                                              |
| 18-6-2023                                                             | Douala                                                                | Uganda                                                                | 1 – 2                                                                 | Algeria                                                               | Qual. Coppa d'Africa 2023                                             | -                                                                     | Cap. 68’                                                              |
| Totale                                                                |                                                                       | Presenze                                                              | 56                                                                    |                                                                       | Reti                                                                  | 13                                                                    |                                                                       |

## Palmarès

### Club

#### Competizioni nazionali
- Campionato tanzaniano: 3

Simba: 2011-2012, 2017-2018, 2018-2019